# 况叔祺
况叔祺（1521年—？），字吉夫，江西高安县人，明朝政治人物，同进士出身。况一经之子。

## 生平
嘉靖二十二年（1543年）癸卯科江西乡试第四名举人，嘉靖二十九年（1550年）庚戌科会试242名，三甲49名進士，初授刑部主事，历官禮部精膳司郎中，三十八年（1559年）八月升贵州提學副使。

## 著作
有《大雅堂摘稿》《考古词综》。

## 家族
曾祖况萬謀。祖父况璟，南京刑部郎中。父况一经，知州。前母吴氏，母黄氏。慈侍下。弟况叔初。